# Guy Mathot
Guy Mathot (Saint-Séverin (Nandrin), 26 april 1941 - Luik, 21 februari 2005) was een Belgisch politicus voor de Parti Socialiste (PS).

## Biografie
Mathot groeide op in een socialistisch milieu, als zoon van een staalarbeider en afgevaardigde van de socialistische vakbond ABVV. Zowel zijn moeder als zijn zuster zijn burgemeester van Saint-Séverin geweest. Al tijdens zijn humaniorastudies aan het atheneum in Seraing sloot de jonge Mathot zich aan bij de Jeune Garde Socialiste. Op zijn zestiende werd hij PSB-lid.
In 1962 studeerde hij af als licentiaat in de biologische wetenschappen aan de Université de Liège, waarna hij van 1962 tot 1965 wetenschappelijk assistent van het Instituut Farmacie en Botanica aan deze universiteit. Vervolgens had Mathot van 1965 tot 1966 zijn eerste politieke mandaat als kabinetsmedewerker van minister van Nationale Opvoeding Fernand Dehousse, van 1966 tot 1967 maakte hij deel uit van het secretariaat-generaal van het SECTa en van 1968 tot 1970 was hij kabinetsattaché op het kabinet van minister van Communautaire Betrekkingen Freddy Terwagne. In deze periode werd Mathot opgemerkt door PSB-coryfee André Cools, die ervoor zorgde dat Mathot in oktober 1968 tot secretaris-generaal van de PSB verkozen werd. Hij bleef deze functie uitoefenen tot in januari 1972. Daarna was hij van 1972 tot 1974 secretaris van het Permanent Comité van de Waalse Federaties van de PSB en van 1975 tot 1980 zetelde hij namens zijn partij in de Waalse Gewestelijke Economische Raad.
In december 1971 werd Mathot voor het arrondissement Luik verkozen in de Kamer van volksvertegenwoordigers, waar hij tot in 1985 bleef zetelen. Door het toenmalige dubbelmandaat zetelde hij van 1971 tot 1980 ook in de Franse Cultuurraad en van 1980 tot 1985 in de Waalse Gewestraad en de Raad van de Franse Gemeenschap. In oktober 1970 werd hij eveneens verkozen tot gemeenteraadslid van Seraing, waar hij in januari 1971 de overleden Léon-Xavier Deleval opvolgde als burgemeester. Deze functie oefende hij uit tot in januari 1988.
In juni 1977 werd Mathot minister van Openbare Werken en Waalse Zaken en voorzitter van het Ministeriële Comité voor Waalse Zaken. Hij oefende deze functies tot in april 1979. Vervolgens was Mathot van april 1979 tot mei 1980 minister van Openbare Werken, van mei tot oktober 1980 minister van Franstalig Onderwijs, van oktober 1980 tot april 1981 minister van Binnenlandse Zaken en Begroting en van april tot december 1981 vice-eerste minister en minister van Begroting. Als minister van Begroting speelde hij een belangrijke rol bij het oplossen van de schuldenlast en de daaraan verbonden interestlast die de grote steden Luik en Antwerpen in zijn knel hield.
Nadat de PS in de oppositie was beland, was Mathot van 1981 tot 1983 PS-fractieleider in de Kamer. Na zijn ministerschappen raakte hij echter in meerdere financiële schandalen betrokken. Hierdoor nam hij in 1983 ontslag als fractieleider in de Kamer. Toen in september 1985 zijn parlementaire onschendbaarheid bovendien werd opgeheven, besloot hij ook niet meer deel te nemen aan de verkiezingen in oktober dat jaar. Wel bleef hij actief als burgemeester van Seraing. Toen Mathot in 1987 ontslag van rechtsvervolging kreeg, keerde hij terug naar de nationale politiek.
In december 1987 werd Mathot door de Luikse provincieraad verkozen tot provinciaal senator voor de provincie Luik, een functie die hij tot in 1991 bleef uitoefenen. Omdat de PS de cumul van een parlementair mandaat met het mandaat van burgemeester van een grootstad inmiddels had verboden, moest Mathot in januari 1988 ontslag nemen als burgemeester van Seraing. Bij de verkiezingen van 1991 werd Mathot verkozen tot rechtstreeks gekozen senator voor het arrondissement Luik, waarna hij tot in 1995 in de Senaat bleef zetelen. Ook was hij van 1991 tot 1995 lid van de Waalse Gewestraad en de Raad van de Franse Gemeenschap. Vervolgens zetelde Mathot van 1995 tot 1999 in het eerste rechtstreeks verkozen Waals Parlement en het Parlement van de Franse Gemeenschap.
Van januari 1992 tot januari 1994 was Mathot minister van Binnenlandse Aangelegenheden, Lokale Overheden, Administratie en Gesubsidieerde Werken in de Waalse Regering. Toen er enkele bevoegdheden van de Franse Gemeenschap overkwamen naar het Waals Gewest, kreeg hij in oktober 1993 eveneens de bevoegdheid Sportinfrastructuren. In januari 1994 werd Mathots parlementaire onschendbaarheid opgeheven omdat hij beschuldigd werd van betrokkenheid in het Agustaschandaal. Hiermee kwam z'n landelijke politieke carrière ten einde. Uiteindelijk kon hem niets strafbaars ten laste worden gelegd en werd Mathot niet vervolgd in het dossier. 
In juni 1999 beëindigde hij zijn parlementaire loopbaan, waarna Mathot in december 1999 opnieuw burgemeester van Seraing werd tot aan zijn dood in 2005. Na een kort interregnum werd hij opgevolgd door zijn zoon, Alain Mathot.  In die periode is hij op regionaal en op lokaal vlak blijven ijveren voor de regeneratie van de stad Luik en de "ceinture rouge" van socialistische industriële gemeenten (Seraing, Flémalle, Grâce-Hollogne, Saint-Nicolas, Herstal, Fléron) die erg geleden hadden na de afbouw van de traditionele zware industrie en de mijnbouw. De komst van de HST-trein naar Luik, de wederopbouw van de verpauperde benedenstad van Seraing en de groeiende consensus voor de oprichting van een stedelijk gewest, de zogenaamde ‘communauté urbaine’ naar Frans voorbeeld, zijn mede aan zijn politieke actie te danken. Ook was hij van 2003 tot aan zijn dood voorzitter van de Luikse PS-federatie.
Mathots naam is in diverse schandalen van allerlei aard genoemd, waaronder het bestaan van een zwarte kas bij voetbalclub RFC Seraing en gesjoemel met de boekhouding van huisvestingsmaatschappij Maison Sérésienne, twee instanties waar hij bestuurslid was, betrokkenheid bij dubieuze transacties met valse cheques bij de aankoop van raffinaderij van Feluy, bezoekjes aan luxebordelen met minderjarige prostituees, hoge drankkosten op zijn kabinet, laagvliegen op de snelweg en zelfs de moord op PS-kopstuk André Cools. Hij hield echter altijd zijn onschuld staande en werd nooit formeel veroordeeld door een rechtbank, ofwel omdat er onderzoeksdaden vernietigd moesten worden, hetzij door gebrek aan bewijs.
Hij is op 26 februari 2005 te Seraing begraven.

## Trivia
- Mathot deed de legendarische uitspraak dat de staatsschuld er vanzelf gekomen was en ook vanzelf zou verdwijnen.
- Hij speelde een kleine rol in Guido van Meir en Jan Bosschaerts satirische strip "Pest in 't Paleis" (1983).